# Playa de Cué
La playa de Cué, conocida también como de Antilles o de Canales, es una playa del concejo de Llanes, Asturias, España, situada en la parroquia de Cué. Se enmarca en las playas de la Costa Oriental de Asturias, también llamada Costa Verde Asturiana y está considerada paisaje protegido, desde el punto de vista medioambiental (por su vegetación). Por este motivo está integrada, según información del Ministerios de Agricultura, Alimentación y Medio Ambiente, en el Paisaje Protegido de la Costa Oriental de Asturias.

## Descripción

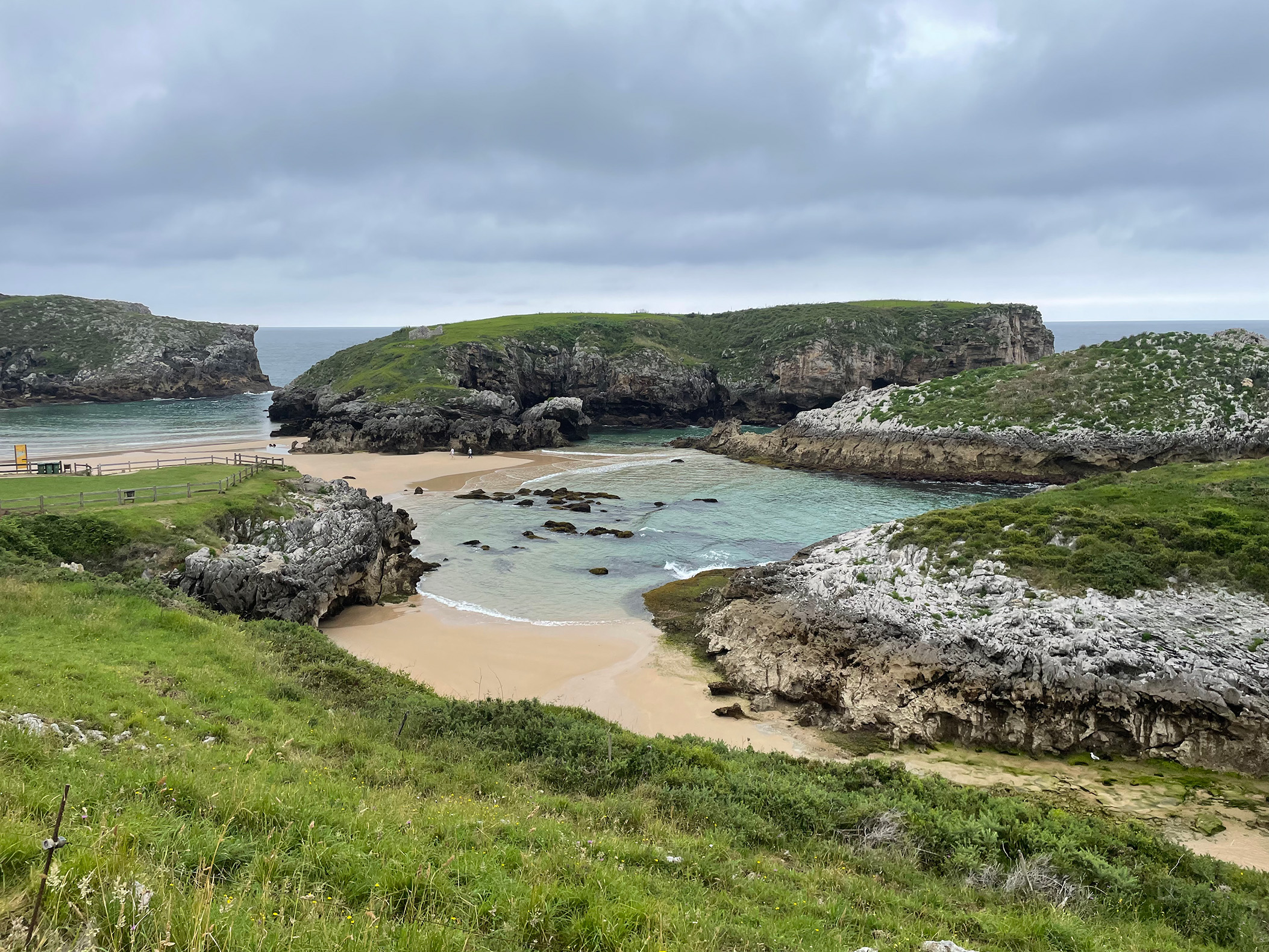
Playa de Cué (Antilles)

La playa de Cué, está considerada como una playa de aspecto natural que pese a su fácil acceso presenta poca asistencia. Tiene forma de concha con tómbolo y un lecho de fina y blanca arena, en la que se encuentran algunos afloramientos rocosos.
La playa está protegida por algunos castros o promontorios que la tapan, el más grande de ellos La Islona.
Presenta como servicios tan solo duchas, papelera y servicio de limpieza.